# Republičke lige 1951
Le Republičke lige 1951 (Leghe repubblicane 1951) furono la quinta edizione della terza divisione jugoslava.
Le vincitrici delle repubbliche avrebbero dovuto disputare gli spareggi-promozione, ma data la riforma della seconda divisione (dal girone unico alle Republičke lige), sono stati annullati tali spareggi e le retrocessioni. Nelle due edizioni seguenti (1952 e 1952–53) la terza divisione sarà la 2. razred (seconda classe) delle leghe repubblicane.
| Repubblica                | Torneo                                             |
| ------------------------- | -------------------------------------------------- |
| R.S. Slovenia             | Liga Slovenije                                     |
| R.S. Croazia              | Hrvatska liga Sever (Nord) Hrvatska liga Jug (Sud) |
| R.S. Bosnia ed Erzegovina | Liga Bosne i Hercegovine                           |
| R.S. Serbia               | Srpska liga                                        |
| R.S. Montenegro           | Liga Crne Gore                                     |
| R.S. Macedonia            | Liga Makedonije                                    |

## Slovenia
|                                                                         | Pos. | Squadra            | Pt | G  | V  | N | P  | GF | GS | QR    |
| ----------------------------------------------------------------------- | ---- | ------------------ | -- | -- | -- | - | -- | -- | -- | ----- |
|                                                                         | 1.   | Korotan Kranj      | 26 | 20 | 10 | 6 | 4  | 53 | 29 | 1,827 |
|                                                                         | 2.   | Branik Maribor     | 26 | 20 | 12 | 2 | 6  | 49 | 30 | 1,633 |
|                                                                         | 3.   | Kladivar Celje     | 24 | 20 | 8  | 8 | 4  | 40 | 32 | 1,250 |
|                                                                         | 4.   | Nafta              | 23 | 20 | 10 | 3 | 7  | 52 | 31 | 1,677 |
|                                                                         | 5.   | Mura               | 23 | 20 | 9  | 5 | 6  | 46 | 36 | 1,277 |
|                                                                         | 6.   | Železničar Maribor | 23 | 20 | 7  | 9 | 4  | 29 | 30 | 0,966 |
|                                                                         | 7.   | Železničar Lubiana | 18 | 20 | 7  | 4 | 9  | 31 | 28 | 1,107 |
|                                                                         | 8.   | Krim Lubiana       | 18 | 20 | 7  | 4 | 9  | 34 | 41 | 0,829 |
|                                                                         | 9.   | Željezničar Gorica | 17 | 20 | 6  | 5 | 9  | 34 | 54 | 0,629 |
|                                                                         | 10.  | Gregorčić Jesenice | 11 | 20 | 4  | 3 | 13 | 25 | 45 | 0,555 |
|                                                                         | 11.  | Triglav Lubiana    | 11 | 20 | 3  | 5 | 12 | 20 | 59 | 0,338 |
| Fonte: sportnet.rtl.hr Archiviato il 12 marzo 2021 in Internet Archive. |      |                    |    |    |    |   |    |    |    |       |

Legenda:
      Ammessa agli spareggi per la promozione.
      Retrocessa nella divisione inferiore.
Regolamento:
Due punti a vittoria, uno a pareggio, zero a sconfitta.
In caso di arrivo di due o più squadre a pari punti, la graduatoria viene stilata secondo il quoziente reti.

## Croazia
| Squadra 1     | Totale        | Squadra 2      | Andata     | Ritorno    |
| ------------- | ------------- | -------------- | ---------- | ---------- |
| FINALE CROATA | FINALE CROATA | FINALE CROATA  | 30.10.1951 | 04.11.1951 |
| Šibenik       | 2–1           | Naprijed Sisak | 1–0        | 1–1        |

### Nord
|                                                                         | Pos. | Squadra            | Pt | G  | V  | N | P  | GF | GS | QR    |
| ----------------------------------------------------------------------- | ---- | ------------------ | -- | -- | -- | - | -- | -- | -- | ----- |
|                                                                         | 1.   | Naprijed Sisak     | 34 | 20 | 16 | 2 | 2  | 60 | 22 | 2,727 |
|                                                                         | 2.   | Dinamo Vinkovci    | 23 | 20 | 9  | 5 | 6  | 33 | 25 | 1,320 |
|                                                                         | 3.   | Sloboda Varaždin   | 22 | 20 | 10 | 2 | 8  | 41 | 31 | 1,322 |
|                                                                         | 4.   | Saobračaj Zagabria | 22 | 20 | 10 | 2 | 8  | 35 | 22 | 1,590 |
|                                                                         | 5.   | Slaven Koprivnica  | 21 | 20 | 8  | 5 | 7  | 41 | 34 | 1,205 |
|                                                                         | 6.   | Slaven Borovo      | 21 | 20 | 10 | 1 | 9  | 37 | 41 | 0,756 |
|                                                                         | 7.   | Bjelovar           | 18 | 20 | 7  | 4 | 9  | 29 | 36 | 0,805 |
|                                                                         | 8.   | Jedinstvo Zagabria | 17 | 20 | 6  | 5 | 9  | 26 | 29 | 0,896 |
|                                                                         | 9.   | Jedinstvo Čakovec  | 16 | 20 | 7  | 2 | 11 | 27 | 34 | 0,794 |
|                                                                         | 10.  | Sloboda Đakovo     | 15 | 20 | 6  | 3 | 11 | 29 | 46 | 0,630 |
|                                                                         | 11.  | Radnik Daruvar     | 11 | 20 | 4  | 3 | 13 | 22 | 60 | 0,366 |
| Fonte: sportnet.rtl.hr Archiviato il 12 marzo 2021 in Internet Archive. |      |                    |    |    |    |   |    |    |    |       |

Legenda:
      Ammessa agli spareggi per la promozione.
      Retrocessa nella divisione inferiore.
Regolamento:
Due punti a vittoria, uno a pareggio, zero a sconfitta.
In caso di arrivo di due o più squadre a pari punti, la graduatoria viene stilata secondo il quoziente reti.

### Sud
|                                                                         | Pos. | Squadra           | Pt | G  | V  | N | P  | GF | GS | QR    |
| ----------------------------------------------------------------------- | ---- | ----------------- | -- | -- | -- | - | -- | -- | -- | ----- |
|                                                                         | 1.   | Šibenik           | 28 | 18 | 12 | 4 | 2  | 54 | 17 | 3,176 |
|                                                                         | 2.   | Mladost Zagabria  | 28 | 18 | 11 | 6 | 1  | 52 | 20 | 2,600 |
|                                                                         | 3.   | Zara              | 22 | 18 | 9  | 4 | 5  | 36 | 20 | 1,800 |
|                                                                         | 4.   | Zmaj Makarska     | 21 | 18 | 9  | 3 | 6  | 45 | 35 | 1,285 |
|                                                                         | 5.   | Slavija Karlovac  | 21 | 18 | 9  | 3 | 6  | 28 | 21 | 1,333 |
|                                                                         | 6.   | Pola              | 18 | 18 | 7  | 4 | 7  | 41 | 31 | 1,322 |
|                                                                         | 7.   | Crikvenica        | 17 | 18 | 5  | 7 | 6  | 35 | 37 | 0,945 |
|                                                                         | 8.   | Lokomotiva Rijeka | 14 | 18 | 6  | 2 | 10 | 26 | 25 | 1,040 |
|                                                                         | 9.   | Jedinstvo Ogulin  | 10 | 18 | 5  | 0 | 13 | 26 | 49 | 0,530 |
|                                                                         | 10.  | Rudar Raša        | 1  | 18 | 0  | 1 | 17 | 15 | 94 | 0,159 |
| Fonte: sportnet.rtl.hr Archiviato il 12 marzo 2021 in Internet Archive. |      |                   |    |    |    |   |    |    |    |       |

Legenda:
      Ammessa agli spareggi per la promozione.
      Retrocessa nella divisione inferiore.
Regolamento:
Due punti a vittoria, uno a pareggio, zero a sconfitta.
In caso di arrivo di due o più squadre a pari punti, la graduatoria viene stilata secondo il quoziente reti.

## Bosnia Erzegovina
|                                                                         | Pos. | Squadra               | Pt | G  | V  | N | P  | GF | GS | QR    |
| ----------------------------------------------------------------------- | ---- | --------------------- | -- | -- | -- | - | -- | -- | -- | ----- |
|                                                                         | 1.   | Borac Banja Luka      | 40 | 26 | 18 | 4 | 4  | 50 | 21 | 2,380 |
|                                                                         | 2.   | Čelik Zenica          | 35 | 26 | 16 | 3 | 7  | 47 | 30 | 1,566 |
|                                                                         | 3.   | Tekstilac Derventa    | 30 | 26 | 11 | 8 | 7  | 50 | 39 | 1,282 |
|                                                                         | 4.   | Sloboda Tuzla         | 29 | 26 | 11 | 7 | 8  | 41 | 31 | 1,322 |
|                                                                         | 5.   | Jedinstvo Brčko       | 28 | 26 | 12 | 4 | 10 | 43 | 30 | 1,433 |
|                                                                         | 6.   | Proleter Teslić       | 28 | 26 | 12 | 4 | 10 | 48 | 42 | 1,142 |
|                                                                         | 7.   | Radnik Bijeljina      | 28 | 26 | 10 | 8 | 8  | 33 | 31 | 1,064 |
|                                                                         | 8.   | Bosna Sarajevo        | 25 | 26 | 10 | 5 | 11 | 37 | 37 | 1,000 |
|                                                                         | 9.   | Milicionar Sarajevo   | 23 | 26 | 10 | 3 | 13 | 35 | 39 | 0,897 |
|                                                                         | 10.  | Lokomotiva Mostar     | 23 | 26 | 8  | 7 | 11 | 45 | 53 | 0,849 |
|                                                                         | 11.  | Rudar Kakanj          | 23 | 26 | 10 | 3 | 13 | 50 | 65 | 0,769 |
|                                                                         | 12.  | Železničar Banja Luka | 20 | 26 | 8  | 4 | 14 | 34 | 53 | 0,641 |
|                                                                         | 13.  | Borac Šamac           | 17 | 26 | 5  | 7 | 14 | 21 | 36 | 0,583 |
|                                                                         | 14.  | Sloga Doboj           | 16 | 26 | 7  | 2 | 17 | 31 | 56 | 0,553 |
| Fonte: sportnet.rtl.hr Archiviato il 12 marzo 2021 in Internet Archive. |      |                       |    |    |    |   |    |    |    |       |

Legenda:
      Ammessa agli spareggi per la promozione.
      Retrocessa nella divisione inferiore.
Regolamento:
Due punti a vittoria, uno a pareggio, zero a sconfitta.
In caso di arrivo di due o più squadre a pari punti, la graduatoria viene stilata secondo il quoziente reti.

## Serbia
|                                                                         | Pos. | Squadra             | Pt | G  | V  | N  | P  | GF | GS | DR    |
| ----------------------------------------------------------------------- | ---- | ------------------- | -- | -- | -- | -- | -- | -- | -- | ----- |
|                                                                         | 1.   | Sloga Rankovićevo   | 37 | 26 | 16 | 5  | 5  | 55 | 37 | 1,486 |
|                                                                         | 2.   | Jedinstvo Zemun     | 33 | 26 | 14 | 5  | 7  | 47 | 35 | 1,342 |
|                                                                         | 3.   | Timok               | 31 | 26 | 13 | 5  | 8  | 44 | 27 | 1,629 |
|                                                                         | 4.   | FK Trepča           | 29 | 26 | 11 | 7  | 8  | 47 | 40 | 1,175 |
|                                                                         | 5.   | Radnički Obrenovac  | 29 | 26 | 13 | 3  | 10 | 45 | 39 | 1,153 |
|                                                                         | 6.   | 6. Oktobar          | 28 | 26 | 11 | 6  | 9  | 57 | 41 | 1,390 |
|                                                                         | 7.   | Radnički Kragujevac | 26 | 26 | 10 | 6  | 10 | 44 | 37 | 1,189 |
|                                                                         | 8.   | Borac Čačak         | 26 | 26 | 9  | 8  | 9  | 36 | 41 | 0,878 |
|                                                                         | 9.   | Milicionar          | 26 | 26 | 8  | 10 | 8  | 31 | 36 | 0,861 |
|                                                                         | 10.  | Dubočica Leskovac   | 26 | 26 | 9  | 8  | 9  | 33 | 46 | 0,717 |
|                                                                         | 11.  | Senta               | 24 | 26 | 10 | 4  | 12 | 45 | 39 | 1,153 |
|                                                                         | 12.  | Radnički Niš        | 21 | 26 | 8  | 5  | 13 | 35 | 47 | 0,744 |
|                                                                         | 13.  | Budućnost Valjevo   | 17 | 26 | 5  | 7  | 14 | 48 | 60 | 0,800 |
|                                                                         | 14.  | Jedinstvo Paraćin   | 11 | 26 | 3  | 5  | 18 | 28 | 69 | 0,405 |
| Fonte: sportnet.rtl.hr Archiviato il 12 marzo 2021 in Internet Archive. |      |                     |    |    |    |    |    |    |    |       |

Legenda:
      Ammessa agli spareggi per la promozione.
      Retrocessa nella divisione inferiore.
Regolamento:
Due punti a vittoria, uno a pareggio, zero a sconfitta.
In caso di arrivo di due o più squadre a pari punti, la graduatoria viene stilata secondo il quoziente reti.

## Montenegro
La prima fase è consistita in tre gruppi che hanno promosso ciascuno le prime due classificate al girone finale.
|                                                                         | Pos. | Squadra               | Pt | G  | V | N | P | GF | GS | QR    |
| ----------------------------------------------------------------------- | ---- | --------------------- | -- | -- | - | - | - | -- | -- | ----- |
|                                                                         | 1.   | Radnički Ivangrad     | 12 | 10 | 6 | 0 | 4 | 32 | 25 | 1,280 |
|                                                                         | 2.   | Sutjeska              | 11 | 10 | 5 | 1 | 4 | 22 | 13 | 1,692 |
|                                                                         | 3.   | Bratstvo Bijelo Polje | 11 | 10 | 5 | 1 | 4 | 28 | 17 | 1,647 |
|                                                                         | 4.   | Lovćen                | 11 | 10 | 4 | 3 | 3 | 17 | 21 | 0,809 |
|                                                                         | 5.   | Iskra Danilovgrad     | 9  | 10 | 4 | 1 | 5 | 18 | 16 | 1,125 |
|                                                                         | 6.   | Arsenal Tivat         | 6  | 10 | 3 | 0 | 7 | 14 | 32 | 0,437 |
| Fonte: sportnet.rtl.hr Archiviato il 12 marzo 2021 in Internet Archive. |      |                       |    |    |   |   |   |    |    |       |

Legenda:
      Ammessa agli spareggi per la promozione.
      Retrocessa nella divisione inferiore.
Regolamento:
Due punti a vittoria, uno a pareggio, zero a sconfitta.
In caso di arrivo di due o più squadre a pari punti, la graduatoria viene stilata secondo il quoziente reti.

## Macedonia
|                                                                         | Pos. | Squadra              | Pt | G  | V  | N | P  | GF | GS | QR    |
| ----------------------------------------------------------------------- | ---- | -------------------- | -- | -- | -- | - | -- | -- | -- | ----- |
|                                                                         | 1.   | Rabotnik Bitola      | 32 | 22 | 14 | 2 | 2  | 42 | 21 | 2,000 |
|                                                                         | 2.   | Sloga Skopje         | 28 | 22 | 11 | 6 | 5  | 33 | 21 | 1,571 |
|                                                                         | 3.   | Pobeda               | 28 | 22 | 10 | 8 | 4  | 40 | 29 | 1,379 |
|                                                                         | 4.   | Kožuf                | 25 | 22 | 11 | 3 | 8  | 49 | 41 | 1,195 |
|                                                                         | 5.   | Tikveš Kavadarci     | 23 | 22 | 8  | 7 | 7  | 33 | 31 | 1,064 |
|                                                                         | 6.   | Ohrid                | 22 | 22 | 7  | 8 | 7  | 33 | 29 | 1,137 |
|                                                                         | 7.   | Crvena zvezda Veles  | 22 | 22 | 6  | 4 | 8  | 45 | 37 | 1,216 |
|                                                                         | 8.   | Pitu Guli            | 22 | 22 | 9  | 4 | 9  | 36 | 38 | 0,947 |
|                                                                         | 9.   | Bregalnica Štip      | 19 | 22 | 7  | 5 | 10 | 32 | 33 | 0,969 |
|                                                                         | 10.  | Borec Kumanovo       | 17 | 22 | 7  | 3 | 12 | 31 | 47 | 0,659 |
|                                                                         | 11.  | 11.oktomvri Kumanovo | 16 | 22 | 5  | 6 | 11 | 28 | 40 | 0,700 |
|                                                                         | 12.  | SSK Skopje           | 10 | 22 | 3  | 4 | 15 | 24 | 44 | 0,545 |
| Fonte: sportnet.rtl.hr Archiviato il 12 marzo 2021 in Internet Archive. |      |                      |    |    |    |   |    |    |    |       |

Legenda:
      Ammessa agli spareggi per la promozione.
      Retrocessa nella divisione inferiore.
Regolamento:
Due punti a vittoria, uno a pareggio, zero a sconfitta.
In caso di arrivo di due o più squadre a pari punti, la graduatoria viene stilata secondo il quoziente reti.